# Gánt, Fejér
Gánt  este un sat în districtul Székesfehérvár, județul Fejér, Ungaria, având o populație de 849 de locuitori (2011). 

## Demografie
Componența etnică a satului Gánt
     Maghiari (74,86%)
     Germani (25,14%)
Componența confesională a satului Gánt
     Fără religie (11,43%)
     Reformați (4,48%)
     Necunoscută (83,63%)
     Luterani (0,47%)
Conform recensământului din 2011, satul Gánt avea 849 de locuitori. Din punct de vedere etnic, majoritatea locuitorilor (74,86%) erau maghiari, cu o minoritate de germani (25,14%). Nu există o religie majoritară, locuitorii fiind persoane fără religie (11,43%) și reformați (4,48%). Pentru 83,63% din locuitori nu este cunoscută apartenența confesională.